# Distrito electoral de Petersburg East n.º 13
Petersburg East No. 13 (en inglés: Petersburg East No. 13 Precinct) es un distrito electoral ubicado en el condado de Menard en el estado estadounidense de Illinois. En el Censo de 2010 tenía una población de 1708 habitantes y una densidad poblacional de 28,3 personas por km².

## Geografía
Petersburg East No. 13 se encuentra ubicado en las coordenadas 40°0′1″N 89°48′4″O / 40.00028, -89.80111. Según la Oficina del Censo de los Estados Unidos, Petersburg East No. 13 tiene una superficie total de 60.35 km², de la cual 60.32 km² corresponden a tierra firme y (0.04%) 0.03 km² es agua.

## Demografía
Según el censo de 2010, había 1708 personas residiendo en Petersburg East No. 13. La densidad de población era de 28,3 hab./km². De los 1708 habitantes, Petersburg East No. 13 estaba compuesto por el 97.95% blancos, el 0.53% eran afroamericanos, el 0.12% eran amerindios, el 0.18% eran asiáticos, el 0% eran isleños del Pacífico, el 0.06% eran de otras razas y el 1.17% pertenecían a dos o más razas. Del total de la población el 0.7% eran hispanos o latinos de cualquier raza.